# Messier 88
Messier 88 (M88) även känd som NGC 4501, är en spiralgalax i stjärnbilden Berenikes hår. Den upptäcktes 1781 av Charles Messier  som införde den som nummer 88 i sin katalog. År 1999 upptäcktes en supernova, 1999cl, i galaxen.
Messier 88 är ett av de femton Messierobjekten som tillhör det närliggande Virgohopen. Den är galax nummer 1401 i Virgo Cluster Catalogue (VCC) över 2 096 galaxer ingår i hopen.

## Egenskaper
Messier 88 befinner sig på ett avstånd av 50 – 60 miljoner ljusår. Den verkar vara på eller avsluta en mycket elliptisk omloppsbana, för närvarande på en ungefärlig eller direkt kurs mot Virgohopens centrum, som upptas av den stora elliptiska galaxen Messier 87. Det är för närvarande 0,3 till 0,48 miljoner pc från centrum och kommer närmast kärnan om ca 200 till 300 miljoner år. Dess rörelse genom det intergalaktiska mediet i hopen skapar som förväntat randtryck som tar bort den yttre regionen av neutralt väte. Hittills har detta observerats längs galaxens västra framkant.
Galaxen ligger med en positionsvinkel av 64°. Den klassificeras som en Sbc-spiral, en status mellan Sb (medellindade) och Sc (löst lindade) spiralarmar. De spiralformade armarna är mycket regelbundna och kan följas in till den galaktiska kärnan. Den maximala rotationshastigheten hos gasen är 241,6 ± 4,5 km/s. 
Messier 88 klassificeras som en seyfertgalax av typ 2, vilket betyder att den har smala emissionslinjer i dess spektrum från högjoniserad gas i kärnan. I kärnregionen har den en central kondensation med en diameter av 230 pc, som har två koncentrationstoppar. Denna kondens matas av inflöde från spiralarmarna. Det supermassiva svarta hålet i kärnan av galaxen har en massa av 107,9 solmassor, eller ca 80 miljoner solmassor.

## Galleri

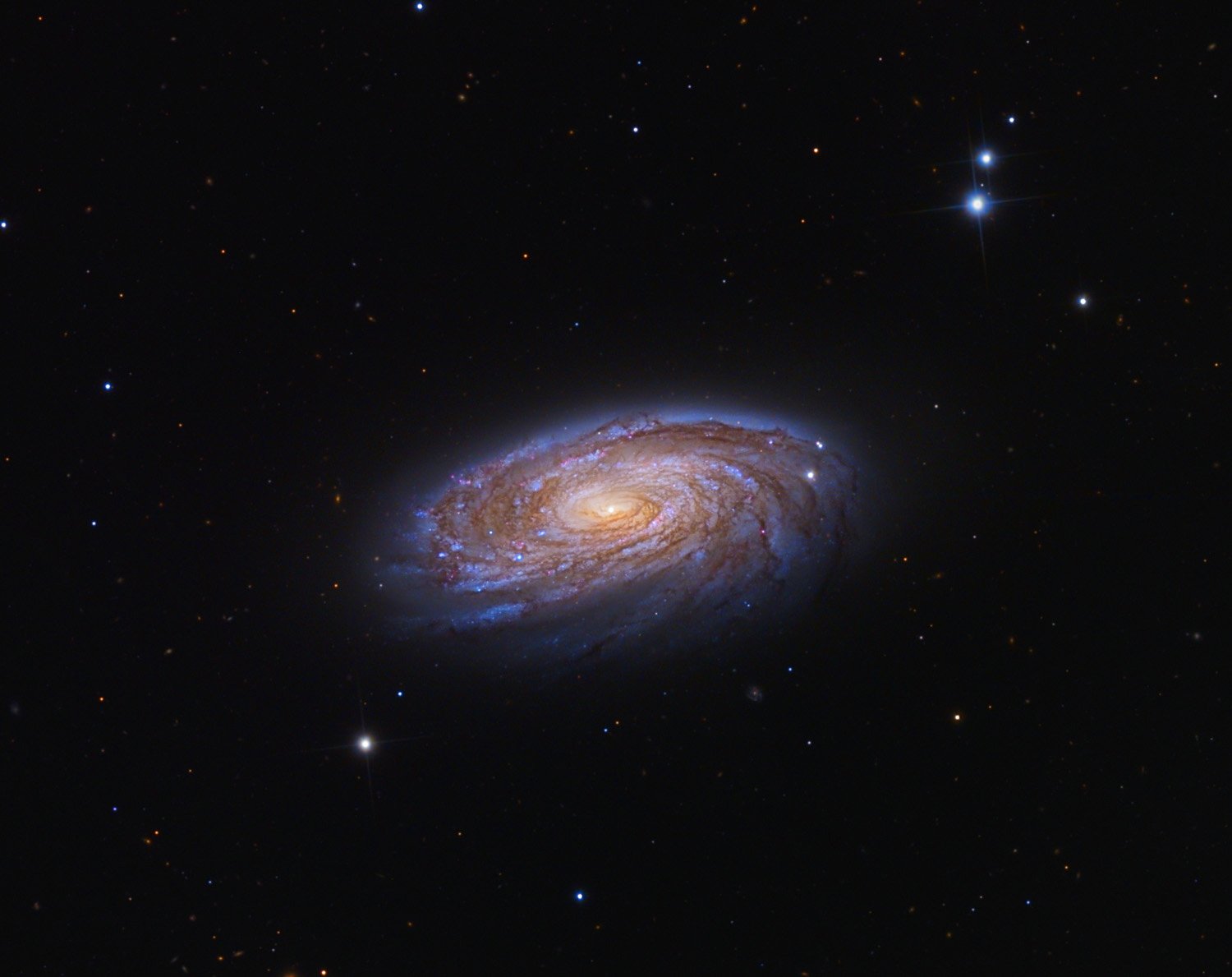
Messier 88 sedd med 24-tums teleskopet vid Mount Lemmon Observatory, USA.
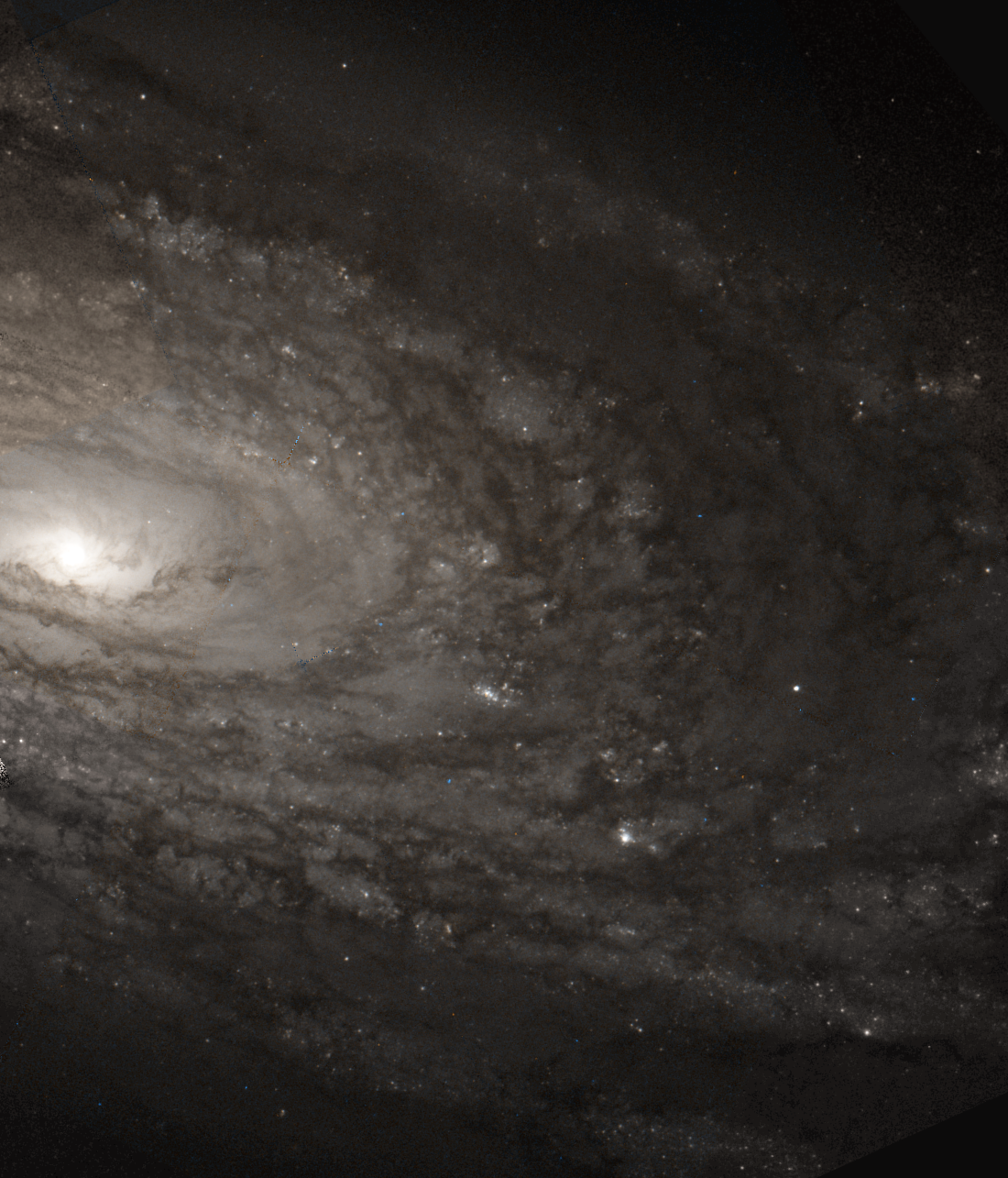
M88 sedd med Hubbleteleskopet
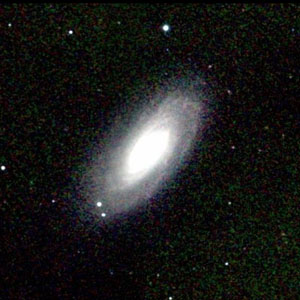
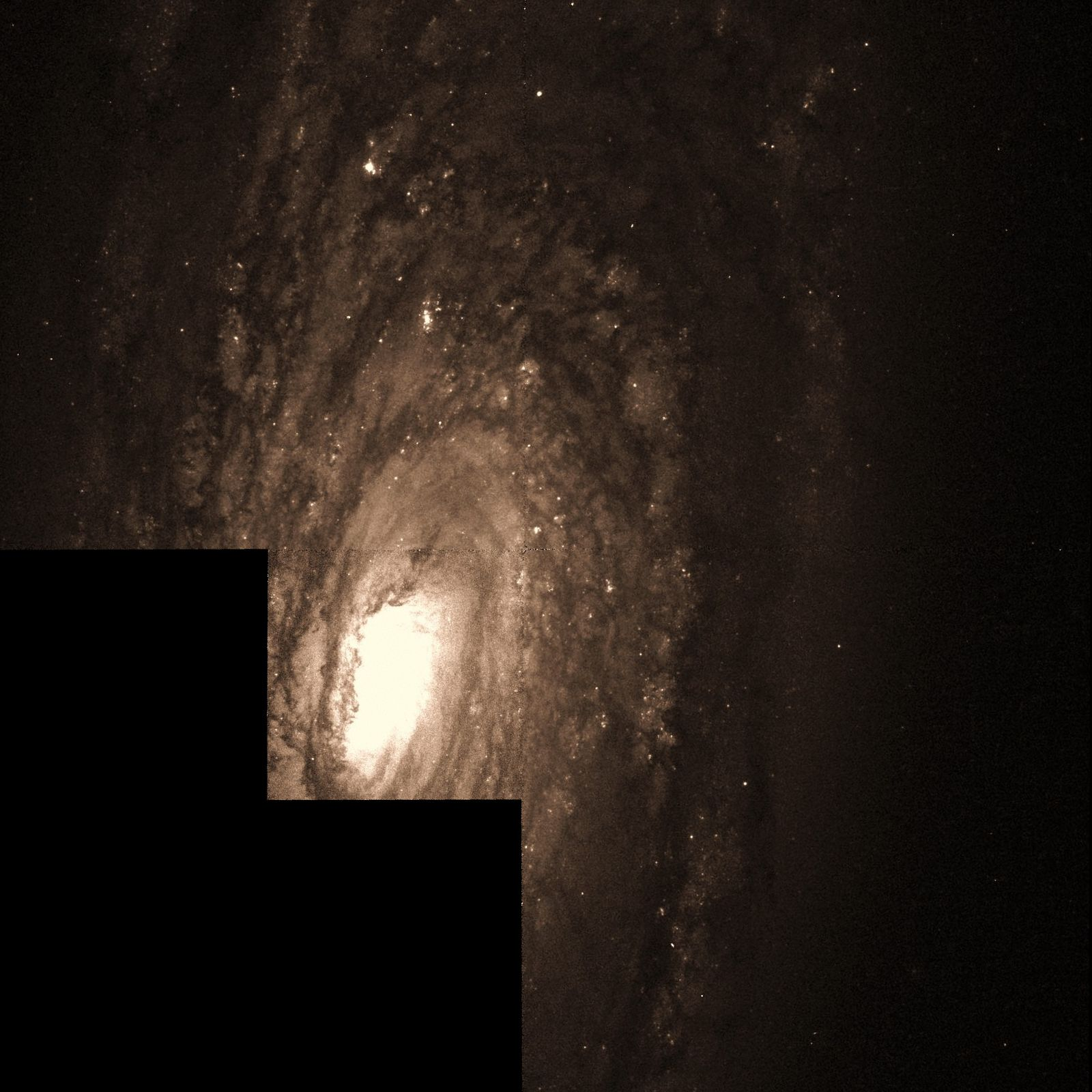
Ett annat Hubblefoto
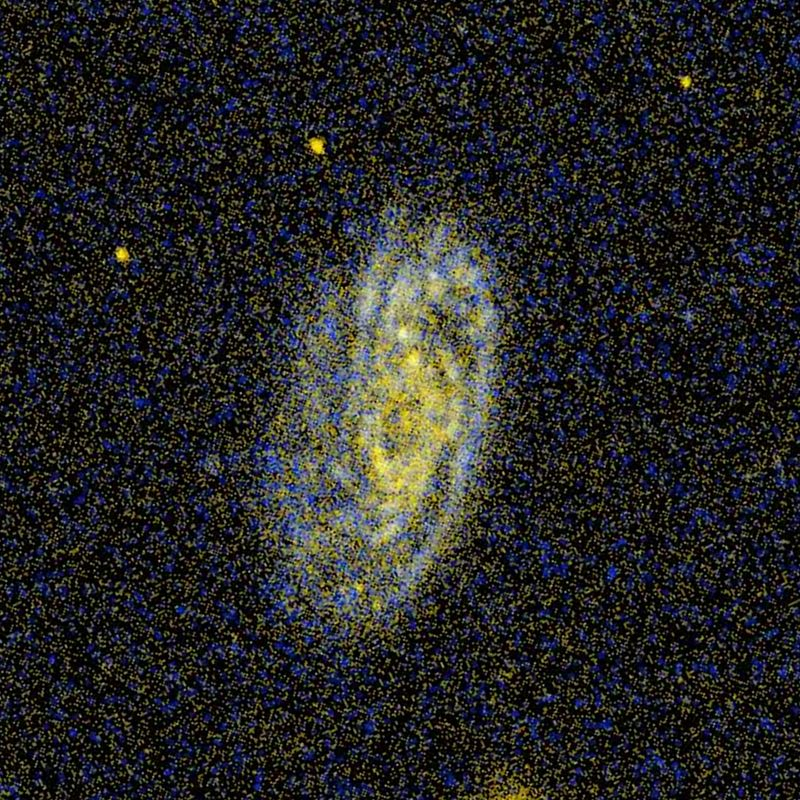
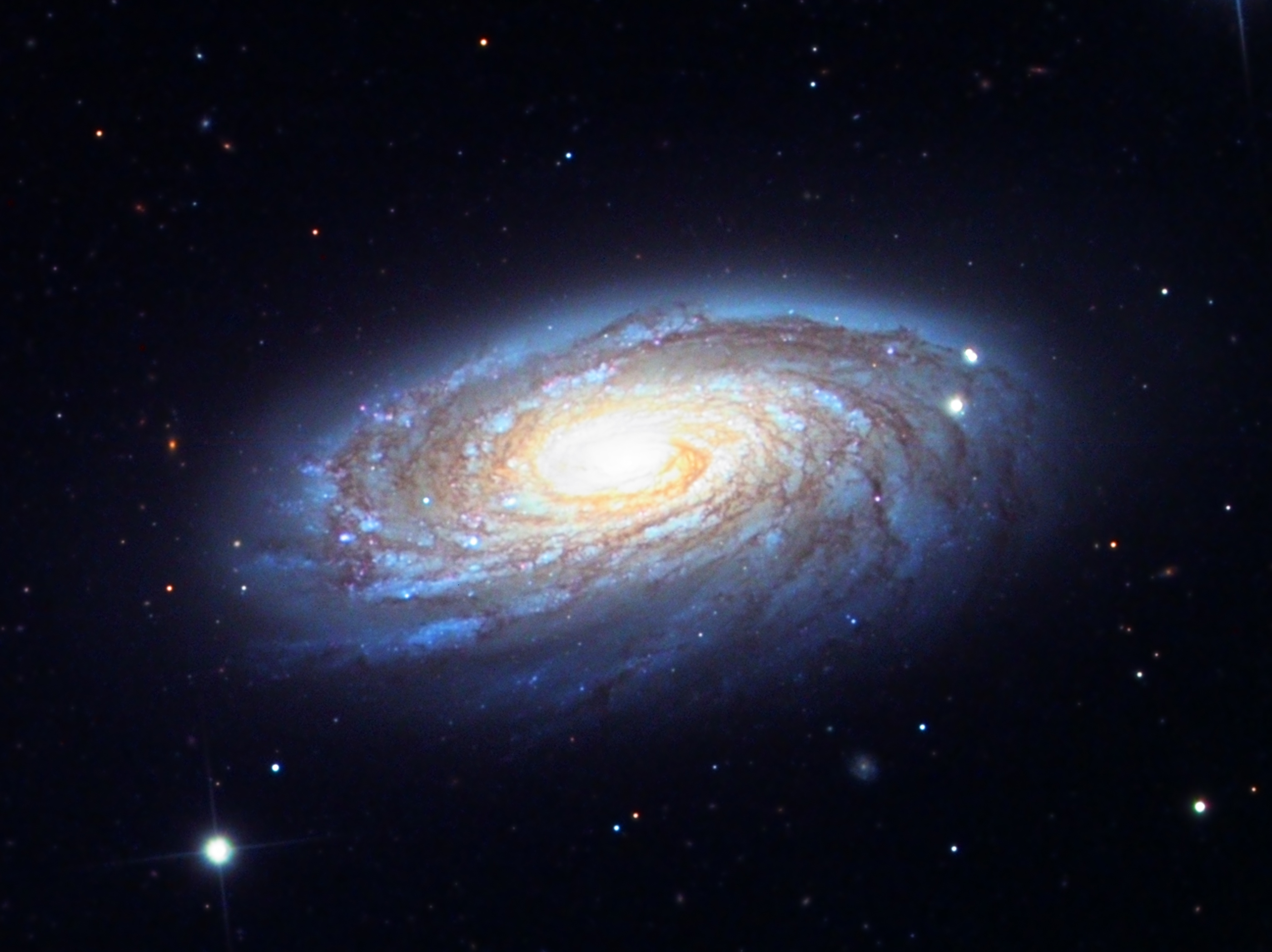
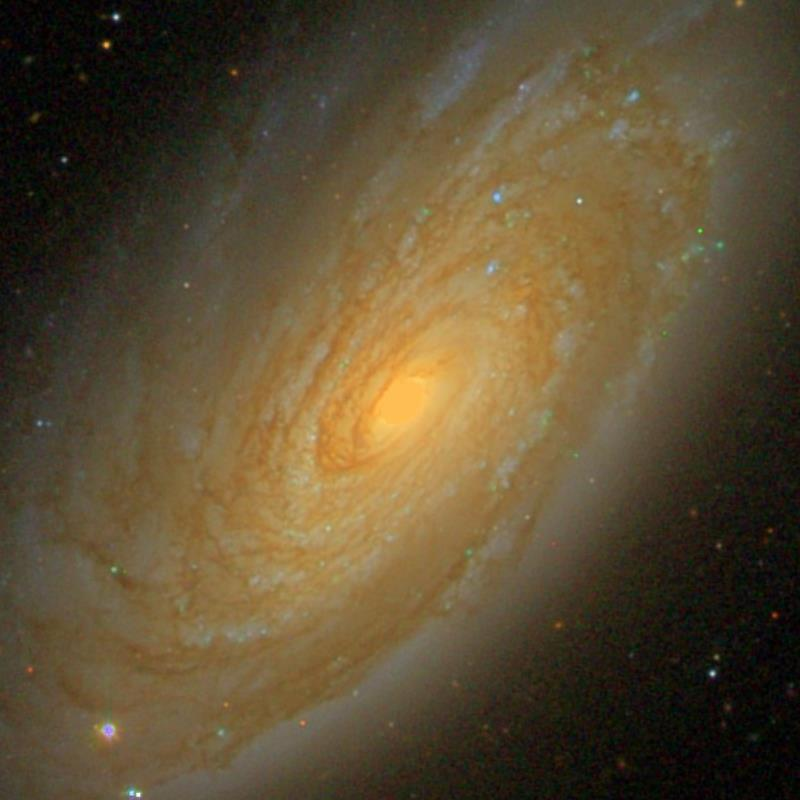
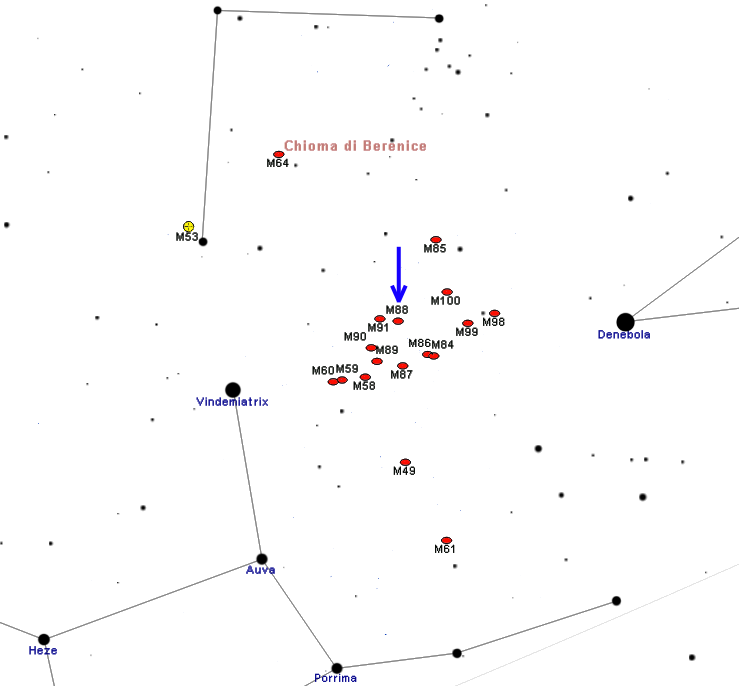
Karta över platsen för M88
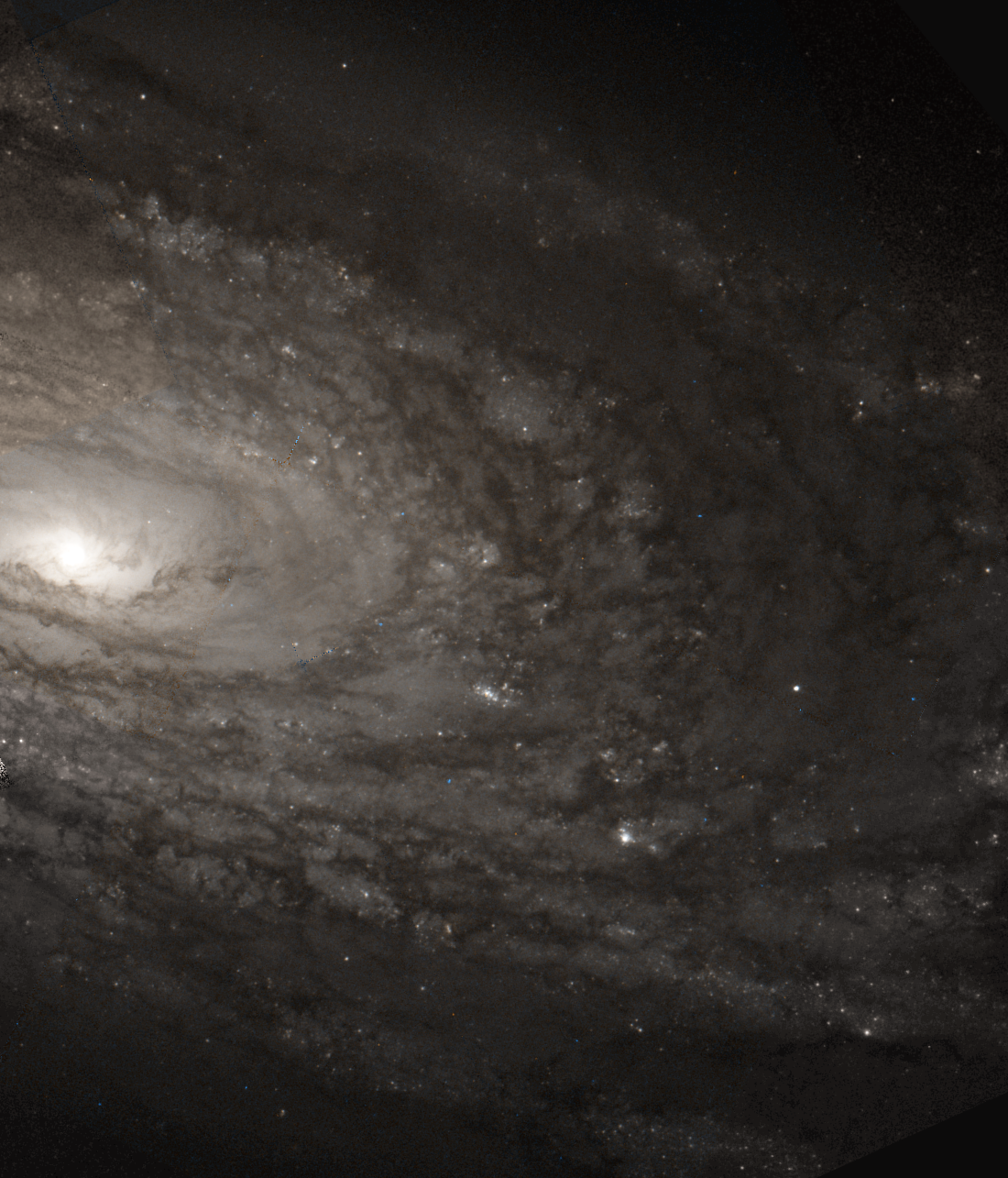